# Giovanni Segantini

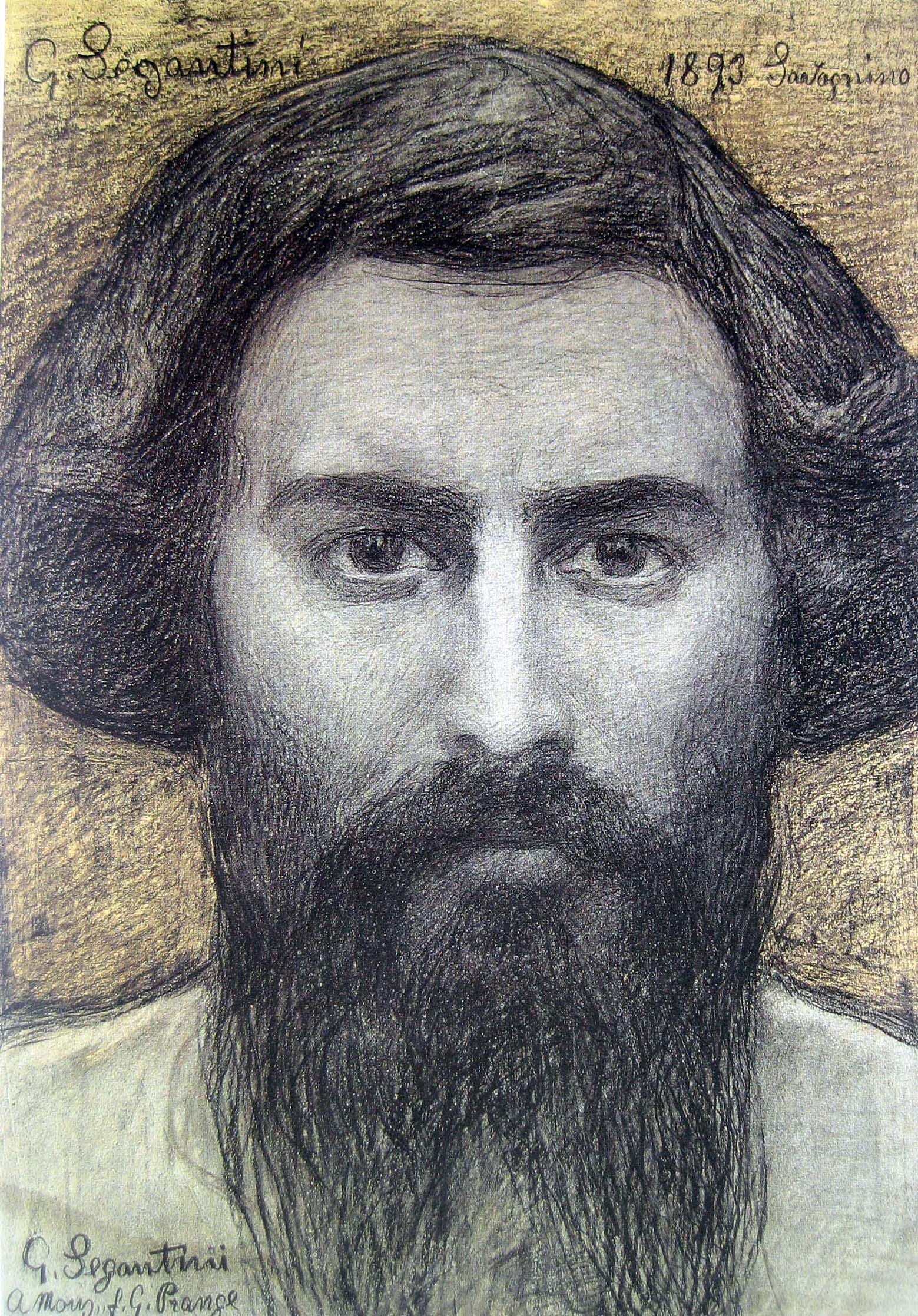
Giovanni Segantini: Autoportrét

Giovanni Segantini, rodným jménem Giovanni Battista Emanuele Maria Segatini (15. ledna 1858, Arco – 28. září 1899, Schafberg u Pontresiny), byl rakousko-italsko-švýcarský malíř, blízký symbolismu, známý pro své alpské krajiny.
Segantini se na rodil v Tyrolsku na území tehdejšího Rakouska, dnes v Itálii, ve velmi chudé rodině. Po smrti matky zůstal v péči své nevlastní sestry Irene. Sourozenci se přestěhovali do Itálie, kde ztratili rakouské občanství, ale nezískali italské. Segantini (který do svého rodného příjmení Segatini později vložil písmeno „n“) tak po zbytek života zůstal bez občanství a až posmrtně byl jmenován občanem Švýcarska, kde dlouho působil. V sedmi letech se stal bezdomovcem v Miláně, byl odeslán do útulku, nechodil do školy a číst a psát se naučil až v dospělosti.

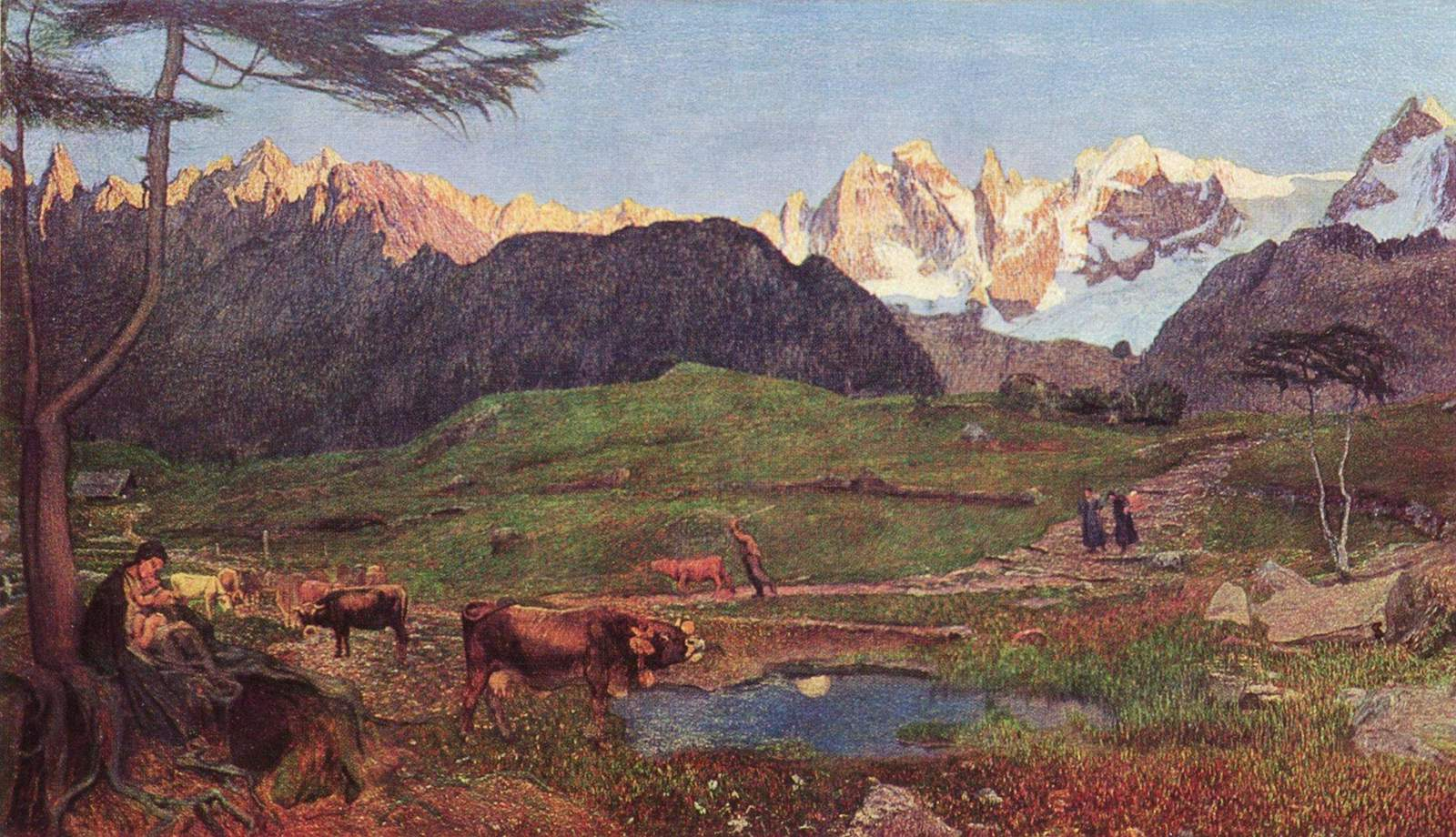
Giovanni Segantini: Život (1898-1899)

Roku 1873 si Segantiniho vyžádal do péče nevlastní bratr Napoleon, povoláním fotograf, od něhož se Giovanni Segantini naučil základy jeho řemesla. O rok později se Segantini vrátil do Milána, kde navštěvoval hodiny na výtvarné akademii Brera a sblížil se s členy uměleckého hnutí Scapigliatura. Členové tohoto hnutí Carlo Bugatti a Emilio Longoni výrazně ovlivnili jeho další tvorbu. Bugattiho sestra Luigia Pierina zvaná Bice se navíc stala Segantiniho celoživotní partnerkou (nebyli schopni uzavřít sňatek, protože Segantini neměl občanství žádného státu) a porodila mu čtyři děti.
V roce 1880 se Segantini a Luigia Bugattiová přestěhovali do Pusiana, kde umělec začal tvořit horské scenérie, a našel tak své životní téma. Postupně se stával známým, ale stále měl nedostatek peněz. Proto se roku 1886 přesunuli do švýcarského Savogninu, kde byly navíc i nádherné pohledy na Alpy, a o několik let později do Engadinu. Stal se malířem evropského významu, ale protože neměl pas, nemohl navštěvovat výstavy, kde visely jeho obrazy. Namáhavá práce ve vysoké nadmořské výšce při dokončování jeho nejznámějšího díla, triptychu Život, Příroda a Smrt, podlomily jeho zdraví, takže Segantini zemřel na zánět pobřišnice. V Miláně a Vídni mu po smrti uspořádali retrospektivní výstavy a roku 1908 bylo ve Svatém Mořici otevřeno Segantiniho muzeum.